# Петербургский мирный договор (1723)
Петербу́ргский догово́р 1723, между Россией и Персией. Подписан 12 сентября по результатам Персидского похода Петра I. К России отходили южное и западное побережья Каспийского моря с Дербентом, Баку, Рештом и провинциями Ширван, Гилян, Мазендеран и Астрабад. Россия обещала Персии военную помощь против вторгшихся в пределы последней восставших афганских племён и Османской империи.
Однако ещё пока персидский посланник Исмаил-бек находился в пути, шах Солтан Хусейн попал в плен к афганцам, а новым шахом был провозглашён его сын Тахмасп II (который, впрочем, к тому времени был признан ещё далеко не всеми провинциями). Последний для укрепления своих позиций изначально подтвердил полномочия Исмаил-бека, но вскоре изменил решение и велел вернуть его. Однако гонец от шаха был задержан консулом С. Аврамовым, и Исмаил-бек, прибыв в Санкт-Петербург, заключил договор. Прибывшим же в Персию для ратификации договора князю Б. Мещерскому и секретарю Аврамову Тахмасп II, обвинив Исмаил-бека в измене, заявил, что он не давал данному посланнику никаких полномочий и категорически отказался ратифицировать договор. Вернувшийся в Гилян Исмаил-бек сам тщетно пытался добиться аудиенции с шахом, чтобы убедить его ратифицировать договор, но, узнав о негативном расположении к себе шаха, уехал в Россию.
В дальнейшем данное обстоятельство дало повод некоторым историкам (в частности западным) считать данный договор невалидным. Тем не менее он был подтверждён Константинопольским договором 1724 года между Османской империей и Россией (сама Персия, правительство шаха, никогда этот договор не подписывала и не признавала). После смерти Петра I по Рештскому (1732) и Гянджинскому (1735) трактатам приобретённые согласно Петербургскому договору Россией территории всё же были возвращены Персидской империи.